# Zygmunt Glazer
Zygmunt Glazer (ur. 1 maja 1922 w Łodzi, zm. 26 października 2011 w Warszawie) – polski geolog, profesor zwyczajny inżynier, specjalista mechaniki gruntów i geotechniki, współtwórca tzw. warszawskiej szkoły geologii inżynierskiej, budowniczy Warszawy.

## Życiorys
Uczestnik powstania warszawskiego w batalionie Sokół o pseudonimie „Anna”. Walczył w 1 kompanii II batalionu szturmowego Korpusu Bezpieczeństwa „Sokół.
W 1948 uzyskał dyplom inżyniera i magistra nauk technicznych na Politechnice Warszawskiej. Następnie rozpoczął pracę w Społecznym Przedsiębiorstwie Budowlanym Warszawa II dochodząc do stanowiska kierownika budowy obiektów powstających w śródmieściu Warszawy, między innymi szpitala przy Litewskiej oraz domów przy Placu Konstytucji, tzw. MDM.
W 1971 uzyskał tytuł profesora nauk technicznych. W 1986 pod jego kierunkiem stopień doktora uzyskał Paweł Dobak.
Członek Towarzystwa Naukowego Płockiego, Polskiego Towarzystwa Geologicznego.
Pochowany na cmentarzu Powązkowskim w Warszawie (kwatera 223-1-23).

## Odznaczenia
- Krzyż Kawalerski Orderu Odrodzenia Polski (1973)
- Krzyż Partyzancki (1992)
- Warszawski Krzyż Powstańczy (1985)
- Medal Wojska (1948, Londyn)
- Srebrny Krzyż Zasługi (1952)
- Krzyż Armii Krajowej – dwukrotnie (1971, Londyn i 1993)
- Medal za Warszawę 1939–1945 (1994)
- Medal Komisji Edukacji Narodowej
- Odznaka Akcji "Burza" (1994)
- Odznaka Weterana Walk o Niepodległość (1995)

## Publikacje
Autor 59 artykułów i publikacji, 8 podręczników i skryptów m.in.:
- Geologia i geotechnika dla inżynierów budownictwa; Zygmunt Glazer, Jan Malinowski, Warszawa, Wydawnictwo Naukowe PWN, 1991, ISBN 83-01-10294-2
- Mechanika gruntów; Zygmunt Glazer, Warszawa, Wydawnictwa Geologiczne, 1985, ISBN 83-220-0206-8